# Poul ar velin
Poul ar velin est une petite anse située à Guipavas, au fond de la rade de Brest sur l'Élorn. On y trouve un manoir du XVIe siècle ayant appartenu à la famille de Rohan qui percevait à l'époque une taxe sur les bateaux remontant l'Élorn.

## Événements
- 26 mars 1944 : attentat contre l'amiral Jean-Baptiste Lucien Le Normand[1]
- 3 septembre 1964 : décès du vice-amiral Octave Benjamin Herr.